# رئاسة أبراهام لينكون
بدأت فترة رئاسة أبراهام لينكون بتاريخ 4 مارس 1861، حيث نُصّب رئيس الولايات المتحدة السادس عشر، وانتهت باغتياله ووفاته في 15 أبريل 1865، أي بعد مرور 42 يومًا من بداية ولايته الثانية. لينكون هو أول عضو يُنتخب للرئاسة في الحزب الجمهوري المؤسس حديثًا. خلفه نائب الرئيس أندرو جونسون. أشرف لينكون على انتصار الاتحاد في الحرب الأهلية الأمريكية، التي سادت أثناء رئاسته.
تولى لينكون الرئاسة في أعقاب الانتخابات الرئاسية لعام 1860، والتي فاز فيها بأغلب الأصوات الشعبية ضد أربعة مرشحين. معظم الأصوات لصالح لينكون كانت من شمال الولايات المتحدة، بينما لم يحظَ الجمهوريون بالكثير من دعم الناخبين في جنوب الولايات المتحدة. كان لينكون عضوًا سابقًا في حزب اليمين السابق، وعمل على منصة سياسية معارضة لتوسيع العبودية في المنطقة. مثّل انتخابه شرارة لاندلاع الحرب الأهلية. بعد أن أدى اليمين الرئاسية، رفض لينكون قبول أي قرار من شأنه أن يؤدي إلى انفصال الجنوب عن الاتحاد. اندلعت الحرب الأهلية في غضون أسابيع من بداية رئاسة لينكون مع الهجوم الكونفدرالي على حصن سمتر، وهي منشأة فيدرالية تقع ضمن حدود الكونفدرالية.
أهاب لينكون بالتعامل مع جميع الجوانب السياسية والعسكرية للحرب الأهلية، ومواجهة التحديات في كلا المجالين. بصفته القائد العام، أمر بتعليق حق الحماية الدستورية في المثول أمام القضاء في ولاية ميريلاند من أجل قمع مؤيدي الكونفدراليين. أصبح كذلك أول رئيس يضع أجندة عسكرية. واجه الاتحاد العديد من الهزائم المبكرة في المناطق الشرقية أثناء الحرب الأهلية الأمريكية، عيّن لينكون خلال الحرب العديد من القادة العسكريين، واستقر أخيرًا على الجنرال يوليسيس جرانت، الذي قاد الاتحاد إلى عدة انتصارات في المناطق الغربية. ساهم إعلان تحرير العبيد الذي أصدره لينكون عام 1863 في إطلاق سراح نحو 20,000 من العبيد في الأراضي الخاضعة لسيطرة الكونفدرالية، وأرسى التحرر هدفًا من أهداف حرب الاتحاد. في عام 1865، نشط لينكون في إقرار التعديل الثالث عشر للدستور، والذي نص على عدم شرعية العبودية. أشرف لينكون كذلك على إصدار تشريع محلي هام، بما في ذلك القانون الأول من مراسيم الحيازة الزراعية وقانون منح الأراضي في موريل لعام 1862 وقانون السكك الحديدية في المحيط الهادئ لعام 1862. ترشح لينكون لإعادة انتخابه في عام 1864 نيابة عن الاتحاد الوطني، الذي دعمه ديمقراطيو الحرب بالإضافة إلى الجمهوريين. على الرغم من خشية لينكون عدم الفوز بالمنافسة، هزم تابعه السابق، الجنرال جورج برينتون ماكليلان، بفوز ساحق. بعد مرور أشهر على الانتخابات، ضمن لينكون إنهاء الحرب بهزيمة الجيش الكونفدرالي بقيادة الجنرال روبرت لي. اغتيل لينكون في أبريل 1865، بعد خمسة أيام من استسلام لي القيادة، تاركًا التحدي النهائي لإعادة بناء الدولة على كاهل آخرين.
بعد وفاة لينكون، وُصِف بأنه محرر العبيد ومنقذ الاتحاد وشهيد قضية الحرية. كان المؤرخون السياسيون يقدرون لينكون لإنجازاته وصفاته. صنّف العلماء والجمهور لينكون ضمن أعظم ثلاثة رؤساء للولايات المتحدة، إلى جانب جورج واشنطن وفرانكلين روزفلت، وصُنّف في كثير من الأحيان في المرتبة الأولى.

## انتخابات عام 1860
برز لينكون، عضو الكونغرس السابق في حزب اليمين، مرشحًا رئاسيًا جمهوريًا عقب خسارته أمام الديمقراطي ستيفن دوغلاس بفارق ضئيل في انتخابات مجلس الشيوخ عام 1858 في إلينوي. على الرغم من افتقاره تأييد السيناتور الجمهوري ويليام سيوارد من نيويورك، كان لينكون على يقين من قدرته على الترشح للرئاسة بعد إجراء العديد من الاقتراعات. أمضى لينكون الكثير من عامي 1859 و1860 في إرساء الدعم لترشيحه، ولاقى خطاب اتحاد كوبر الذي ألقاه استحسان النخب الشرقية. وضع لينكون نفسه في «الوسط المعتدل» لحزبه، وعارض انتشار نطاق العبودية إلى الأقاليم لكنه لم يحبذ إبطال العبودية في الولايات العاملة بها. في الاقتراع الأول للمؤتمر الوطني الجمهوري الذي عقد في مايو 1860، حل لينكون بالمركز الثاني بعد سيوارد، إلا أن سيوارد لم يتمكن من طلب الترشيح. ناور مديرو أعمال لينكون للحصول على ترشيح له في اقتراع المؤتمر الثالث، متجاهلين ما ذكره حول «عدم إبرام أي عقود تقيده». ثم رشح المندوبون السيناتور هانيبال هاملين من ولاية مين لمنصب نائب الرئيس. عارض الحزب توسيع نطاق العبودية ليشمل الأقاليم ولكنه تعهد بعدم التدخل فيه في الولايات. أيد كذلك تعرفات جمركية وقائية وتحسينات داخلية كالسكك الحديدية العابرة للقارات وسياسات تهدف إلى تشجيع توطين الأراضي العامة في الغرب.
اجتمع المؤتمر الوطني الديمقراطي لعام 1860 في أبريل 1860، ولكنه أُجّل بعد أن فشل في الاتفاق على مرشح. اجتمع مؤتمر آخر في يونيو رُشح فيه ستيفن دوغلاس للرئاسة، إلا أن العديد من الوفود الجنوبية المؤيدة للعبودية رفضت دعم دوغلاس، وذلك رغبة منهم بمرشح مناصر للعبودية. عقد الديمقراطيون الجنوبيون مؤتمرًا منفصلًا رشحوا فيه نائب الرئيس آنذاك، جون بريكنريدج، من ولاية كنتاكي لمنصب الرئيس. شكلت مجموعة من الأعضاء السابقين في حزبي اليمين ولا أدري حزب الاتحاد الدستوري ورشحوا جون بيل للرئاسة. تنافس بريكنريدج وبيل في البداية على الأصوات في الجنوب، بينما تنافس لينكون ودوغلاس على الأصوات في الشمال. كان الجمهوريون مطمئنين بعد هذه المؤتمرات الحزبية، إذ توقع لينكون عدم امتلاك الديمقراطيين فرصة كبيرة للفوز في الانتخابات.
واصل لينكون حملته متفوقًا في جميع الولايات الشمالية باستثناء ولاية واحدة للفوز بأغلبية أصوات المجمع الانتخابي مع 180 صوتًا مقابل 72 لبريكنريدج و39 لبيل و12 لدوغلاس. فاز لينكون في كل مقاطعة في نيو إنجلاند ومعظم المقاطعات المتبقية في الشمال، لكنه فاز مقاطعتين فقط من أصل 996 مقاطعة جنوبية. على الصعيد الوطني، حصل لينكون على 39.8% من الأصوات الشعبية، في حين بلغت نسبة التصويت لدوغلاس 29.5% وبريكنريدج 18.1% وبيل 12.6%. شارك 82.2% من الناخبين المؤهلين في الانتخابات الشائكة، وهي ثاني أعلى نسبة مشاركة في تاريخ الولايات المتحدة. على الرغم من النجاح الجمهوري في الانتخابات الرئاسية، فشل الحزب في الفوز بالأغلبية في أي من مجلسي الكونغرس.

## الفترة الانتقالية

### خطر الانفصال
بعد فوز لينكون، بدأت جميع ولايات العبيد النظر في أمر الانفصال عن الاتحاد. لم يكن من المقرر أن يتولى لينكون منصبه حتى تاريخ مارس 1861، تاركًا الرئيس الديمقراطي آنذاك جيمس بيوكانان من بنسلفانيا الذي كان مفضلًا في الجنوب، لرئاسة البلاد حتى ذلك الوقت. أعلن الرئيس بيوكانان أن الانفصال غير قانوني بينما أنكر أن الحكومة لديها أي سلطة لمقاومته. لم يكن لينكون يمتلك أي سلطة رسمية للتصرف أثناء تصاعد أزمة الانفصال. مع ذلك، تداعى لينكون أمام النصائح الموجهة له. أراد الكثير منه أن يقدم ضمانات للجنوب بعدم وجود ما يهدد مصالحهم. إدراكًا منه أن الكلمات المطمئنة لحقوق مالكي العبيد من شأنها أن تنفر القاعدة الجمهورية، في حين أن اتخاذ موقف قوي من تحالف الاتحاد من شأنها أن تؤجج غضب الجنوبيين، اختار لينكون سياسة الصمت. أعرب لينكون عن يقينه بأنه بالنظر إلى الوقت الكافي دون وجود أي أعمال علنية أو تهديدات للجنوب، فإن الاتحاديين الجنوبيين سيحققون النجاح ويعيدون ولاياتهم إلى الاتحاد. بناء على اقتراح من تاجر جنوبي تواصل معه، وجه لينكون نداء غير مباشر إلى الجنوب بتوفير ما يلزم من المواد للسيناتور لايمان ترامبول لإدراجها في خطابه العام. أثنى الجمهوريون على خطاب ترامبول واعتدى الديمقراطيون عليه وتجاهل الجنوب هذا الخطاب إلى حد كبير.
في ديسمبر 1860، شكل مجلسي الشيوخ والنواب الأمريكيين لجان خاصة لمعالجة الأزمة الناشئة. تواصل لينكون مع مختلف أعضاء الكونغرس حول وجود مجال للتفاوض بشأن بعض القضايا كهروب العبيد والعبودية في مقاطعة كولومبيا، وتجارة الرقيق المحلية. غير أنه أوضح معارضته الثابتة لتوسعة نطاق العبودية إلى أي ولايات أو أقاليم جديدة. في 6 ديسمبر، كتب لينكون إلى عضو الكونغرس أورلاندو كيلوغ، وهو عضو جمهوري في لجنة مجلس النواب الخاصة، قائلًا إنه يتعين على كيلوغ أن «لا يقبل أي اقتراح للتوصل إلى حل وسط فيما يتعلق بتوسيع نطاق العبودية. وفي اللحظة التي تفعلون ذلك، ستعودون بنا إلى الخلف مجددًا، وسيضيع كل عملنا، ويجب أن ينتهي الأمر عاجلًا أم آجلًا. من المؤكد أن دوغلاس يحاول مجددًا زيادة سيادته الشعبية. على أي من ذلك. يجب أن نبدأ بذلك الآن أفضل من وقت لاحق.»
في منتصف شهر ديسمبر، اقترح السيناتور كريتيند، رئيس لجنة مجلس الشيوخ الخاصة، مجموعة ضمت ستة تعديلات دستورية، وعُرفت باسم حل وسط كريتيندين. من شأن هذا الحل التوفيقي حماية العبودية في الأقاليم الاتحادية الواقعة بموازاة جنوب خط العرض 36 درجة 30 دقيقة، وحظرها في الأراضي الواقعة شمال خط العرض ذلك، على أن تقرر الولايات المعترف بها حديثًا وضع الرق داخل حدودها. بينما يحظر على الكونغرس إلغاء العبودية في أي ولاية (أو مقاطعة كولومبيا) أو التدخل في تجارة الرقيق المحلية. على الرغم من الضغط الذي مارسه سيوارد، رفض لينكون تأييد الحل الوسط. مع ذلك، طلب لينكون بشكل خاص من أعضاء مجلس الشيوخ الجمهوريين معارضة الحل الوسط، فلم يقره الكونغرس.